# Питерман, Дональд
Дональд Питерман (англ. Donald Peterman; 3 января 1932 — 5 февраля 2011) — американский кинооператор. Дважды номинировался на премию «Оскар» за операторскую работу в фильмах «Танец-вспышка» и «Звёздный путь 4: Путешествие домой».

## Биография
Родился 3 января 1932 года в Лос-Анджелесе, США. В кино дебютировал в качестве помощника оператора на съёмках фильма 1966 года «Фантастическое вторжение на планету Земля». Основным кинооператором стал в 1972 году, дебютировав на съёмках картины «Domo Arigato». Известен по фильмам «Всплеск», «Кокон» и «Гринч — похититель Рождества» кинорежиссёра Рона Ховарда, а также по картинам «Звёздный путь 4: Путешествие домой», «На гребне волны», «Семейные ценности Аддамсов» и «Люди в чёрном». Состоял в Американском обществе кинооператоров с 1984 года.
Умер 5 февраля 2011 года в Палос Вердес Эстейтс, США.

## Избранная фильмография
- 1979 — Когда звонит незнакомец / When A Stranger Calls (реж. Фред Уолтон)
- 1981 — Богатые и знаменитые / Rich And Famous (реж. Джордж Кьюкор)
- 1982 — Молодость, больница, любовь / Young Doctors in Love (реж. Гарри Маршалл)
- 1983 — Танец-вспышка / Flashdance (реж. Эдриан Лайн)
- 1984 — Всплеск / Splash (реж. Рон Ховард)
- 1984 — Лучший способ защиты / Best Defense (реж. Уиллард Хайк)
- 1985 — Кокон / Cocoon (реж. Рон Ховард)
- 1986 — Энтузиаст / Gung Ho (реж. Рон Ховард)
- 1986 — Звёздный путь 4: Путешествие домой / Star Trek IV: The Voyage Home (реж. Леонард Нимой)
- 1987 — Самолётом, поездом и автомобилем / Planes, Trains and Automobiles (реж. Джон Хьюз)
- 1988 — У неё будет ребёнок / She’s Having A Baby (реж. Джон Хьюз)
- 1991 — На гребне волны / Point Break (реж. Кэтрин Бигелоу)
- 1992 — Мистер субботний вечер / Mr. Saturday Night (реж. Билли Кристал)
- 1993 — Семейные ценности Аддамсов / Addams Family Values (реж. Барри Зонненфельд)
- 1994 — Безмолвие / Speechless (реж. Рон Андервуд)
- 1995 — Достать коротышку / Get Shorty (реж. Барри Зонненфельд)
- 1997 — Люди в чёрном / Men in Black (реж. Барри Зонненфельд)
- 1998 — Могучий Джо Янг / Mighty Joe Young (реж. Рон Андервуд)
- 2000 — Гринч — похититель Рождества / How the Grinch Stole Christmas (реж. Рон Ховард)

## Номинации
- Премия «Оскар» за лучшую операторскую работу
  - Номинировался в 1984 году за фильм «Танец-вспышка»[5]
  - Номинировался в 1987 году за фильм «Звёздный путь 4: Путешествие домой»[6]

- Номинировался на премию Американского общества кинооператоров в 1987 году за операторскую работу в фильме «Звёздный путь 4: Путешествие домой»[7]